# PRO Romania
PRO Romania è un partito politico romeno di ideologia progressista e social-liberale fondato nel 2017 da Victor Ponta e Daniel Constantin.

## Storia

### Fondazione

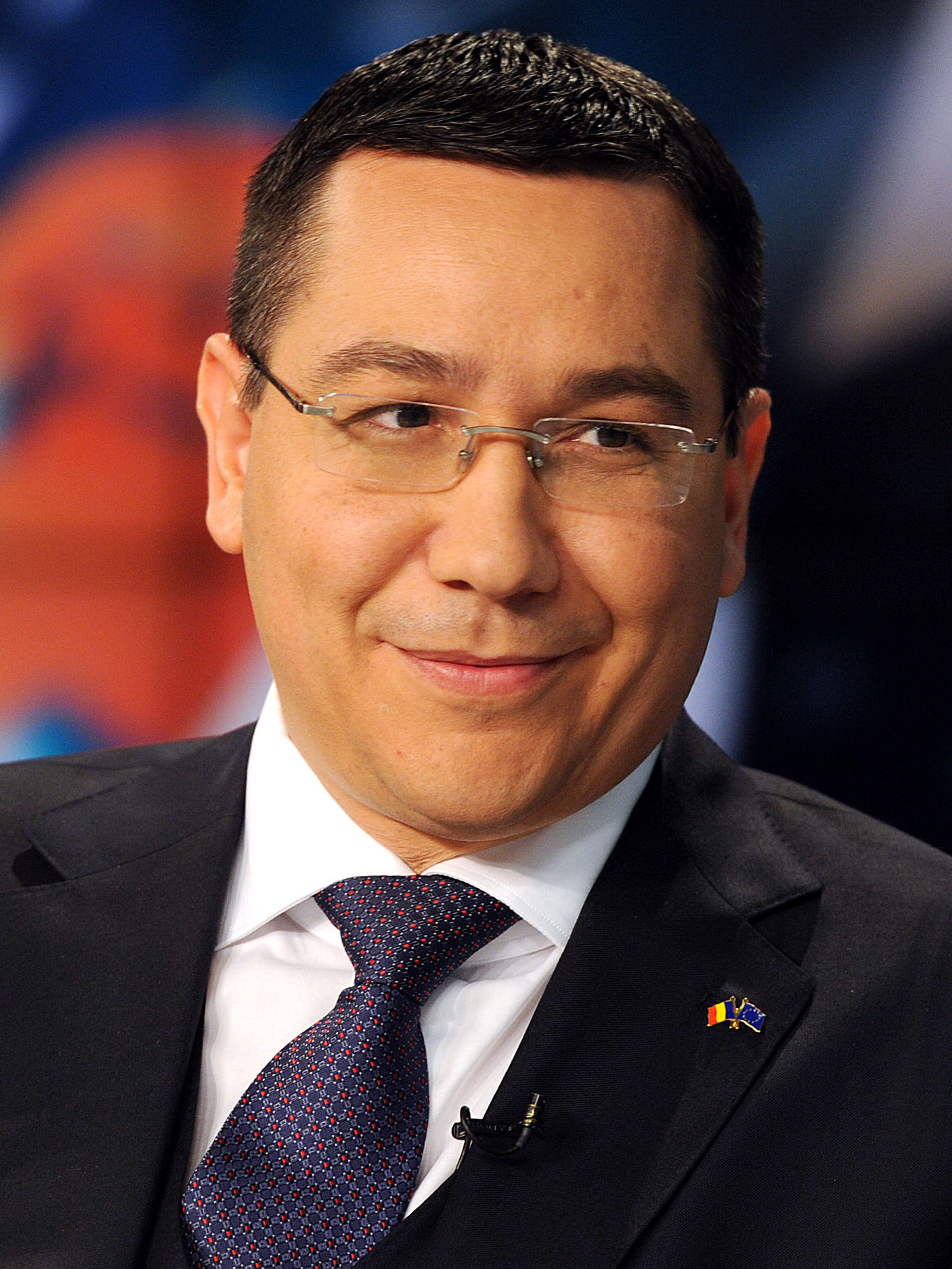
Victor Ponta, fondatore del partito.

Il partito fu presentato nell'estate del 2017 da Daniel Constantin, ex co-presidente dell'Alleanza dei Liberali e dei Democratici (ALDE) ed espulso da tale formazione nell'aprile 2017 su iniziativa dell'altro leader del gruppo, Călin Popescu Tăriceanu. Constantin affermò che il nuovo partito sarebbe stato patriottico, favorevole alla cooperazione con la NATO e al rafforzamento delle istituzioni europee. In settembre entrò in PRO Romania anche Victor Ponta, ex primo ministro (quando il suo vice era Daniel Constantin) e leader del Partito Social Democratico (PSD), allontanato dal partito dopo essere entrato in conflitto con il suo nuovo presidente Liviu Dragnea, specialmente dopo aver fornito il proprio sostegno al premier Sorin Grindeanu, anch'egli avversato dalla dirigenza del PSD.
PRO Romania fu ufficialmente registrato presso il tribunale di Bucarest il 27 ottobre 2017, dopo una diatriba legale sull'utilizzo del nome con l'imprenditore Adrian Sârbu, fondatore di Pro TV e ricevette il riconoscimento di persona giuridica il 20 febbraio 2018. Mentre Constantin ne fu presidente fondatore, sul finire del 2017 questo era informalmente guidato da un triumvirato composto da Constantin, Ponta e l'ex ministro dell'istruzione Sorin Cîmpeanu. Ponta dichiarò che il partito si proponeva di rappresentare un ampio segmento della società di ispirazione europeista, progressista e social-liberale, presentandosi come alternativa ai delusi delle politiche del PSD, ormai ritenuto da Ponta un gruppo in cui la competenza era messa in secondo piano rispetto alla cieca obbedienza nei confronti del leader Liviu Dragnea.

### Congresso del 2018 e crescita del partito
Nella primissima fase Daniel Constantin riuscì ad attrarre in PRO Romania uomini che gli erano stati fedeli nell'ALDE, come i deputati Mircea Banias, Eugen Durbacă, Damian Florea e Sorin Cîmpeanu, l'eurodeputato nazionalista Laurențiu Rebega e l'ex leader dell'organizzazione giovanile del PSD Mihai Sturzu. Vicini alle opinioni di Ponta su Dragnea e amareggiati dal percorso politico del PSD, nel corso del 2018 lasciarono la formazione socialdemocratica per legarsi a PRO Romania l'ex ministro delle comunicazioni Augustin Jianu, l'ex ministro della salute Nicolae Bănicioiu, l'ex ministro del turismo Mircea-Titus Dobre e i deputati Gabriela Podașcă, Marilena Meiroșu, Cătălin Nechifor, Mihaela Huncă, Alin Văcaru, Ion Spânu, Corina Bogaciu e Ion Mocioalcă. Tra le altre figure vicine a Ponta che si iscrissero al partito vi furono anche l'ex ministro delle comunicazioni Răzvan Cotovelea, l'ex ministro delle finanze Ioana Petrescu, l'ex ministro degli interni Ioan Rus e l'europarlamentare Daciana Sârbu (moglie di Ponta). Pur annunciando il passaggio al gruppo di Ponta, due deputati (Mihai Mohaci e Mihai Valentin Popa), invece, nel dicembre 2018 rientrarono nel PSD a meno di un mese dalla loro adesione.
Il 28 maggio 2018, in occasione della presentazione dell'agenda politica del partito, Ponta annunciò gli obiettivi ideologici e politici di PRO Romania e ne confermò l'orientamento ideologico progressista ed europeista di centro-sinistra, auspicandosi di attrarre quante più personalità socialdemocratiche deluse dall'atteggiamento feudale incline al clientelismo politico che caratterizzava numerosi partiti. Nel corso della stessa conferenza fece sapere che PRO Romania avrebbe presentato un proprio candidato alle elezioni presidenziali del 2019 e che avrebbe inviato la richiesta di creazione di un proprio gruppo parlamentare, forte degli 11 rappresentanti alla camera dei deputati che in quel momento facevano parte di PRO Romania.
Il 21 ottobre 2018 presso il Romexpo di Bucarest si svolse il primo congresso del partito, che convalidò lo statuto, ufficializzò la presidenza di Ponta (871 voti a favore e 5 schede annullate a fronte degli 876 voti totali) e nominò Daniel Constantin, Sorin Cîmpeanu e Nicolae Bănicioiu alla vicepresidenza.

### Elezioni europee del 2019
Il 17 gennaio 2019 il commissario europeo della Romania Corina Crețu dichiarò che a causa delle manovre antieuropeiste portate avanti dalla presidenza del PSD, alle elezioni europee in programma nel maggio 2019 non si sarebbe candidata nelle liste del Partito Social Democratico, bensì in quelle di PRO Romania. Solamente quattro giorni dopo si unì al partito di Ponta anche l'ex ministro della difesa Adrian Țuțuianu, espulso dal PSD nel novembre 2018 dopo aver chiesto le dimissioni di Dragnea. Il 29 gennaio 2019 in una lettera aperta Mihai Tudose, nel 2018 costretto da Dragnea alle dimissioni da primo ministro, annunciò il suo addio al PSD e l'iscrizione a PRO Romania. Nei giorni successivi furono anche i deputati Georgian Pop, Oana Silvia Vlăducă e Adrian Pau a compiere lo stesso percorso. Con le ultime adesioni, all'inizio del 2019 PRO Romania disponeva di 19 deputati, un senatore e due europarlamentari.
L'11 febbraio 2019 l'ex segretario generale del PSD Marian Neacșu, espulso dalla formazione di Dragnea nel novembre 2018, dichiarò di aver assunto l'incarico di coordinatore della campagna elettorale di PRO Romania per le europee. In vista della tornata elettorale il 27 marzo 2019 Victor Ponta dichiarò che il suo partito si proponeva di rappresentare «un'alternativa al discorso xenofobo, sciovinista, antieuropeista, di odio e divisione» tipico del PSD di Dragnea. Contestualmente fu presentato anche lo slogan elettorale «Orgogliosi di essere rumeni, orgogliosi di essere europei» (Mândri că suntem români, mândri că suntem europeni). Il partito, dichiaratamente europeista, puntava a raccogliere i voti degli elettori delusi del PSD, pianificando numerosi convegni nelle zone tradizionalmente controllate dai socialdemocratici. Il 14 aprile PRO Romania organizzò presso il Romexpo di Bucarest l'evento di presentazione dei candidati e lanciò il Manifesto per l'Europa, documento programmatico predisposto per le elezioni. In base a quanto riportato sul programma, PRO Romania si proponeva di risolvere le diseguaglianze economico-sociali con un approccio politico progressista e social-liberale. Al suo primo test elettorale il partito ottenne il 6%, che gli valse due eurodeputati (Corina Crețu e Mihai Tudose).
Il 29 maggio 2019 il partito riuscì ad ottenere ufficialmente il riconoscimento del proprio gruppo parlamentare alla camera, chiamato PRO Europa, composto da 21 deputati e presieduto da Ponta, mentre i due vicepresidenti furono Constantin e Tudose.
Già membro osservatore del Partito Democratico Europeo dall'8 febbraio 2019, ottenne lo status di membro a pieno titolo l'11 giugno 2019. Nonostante ciò, il partito non fu ammesso al gruppo parlamentare Renew Europe di cui il PDE faceva parte. Il PDE motivò l'esclusione affermando che PRO Romania era entrato nel partito europeo solamente dopo le elezioni e non aveva concorso alla campagna elettorale sotto la propria sigla. Il 25 giugno il leader di PRO Romania annunciò di aver realizzato un accordo con l'Alleanza Progressista dei Socialisti e dei Democratici. I suoi due europarlamentari, quindi, parteciparono al gruppo S&D, pur senza entrare nella delegazione del PSD.

### Elezioni presidenziali del 2019
Nel giugno 2019, dopo l'arresto di Liviu Dragnea, in vista delle elezioni per il nuovo capo di Stato in programma nel novembre 2019, Ponta lanciò l'idea di un'alleanza tra PRO Romania, PSD e Alleanza dei Liberali e dei Democratici (ALDE) di Călin Popescu Tăriceanu, ipotesi sostenuta anche da alcuni membri di questi partiti. Il PSD in ogni caso scelse di concorrere con un candidato proprio, il primo ministro Viorica Dăncilă.
Su insistenza di alcuni membri della dirigenza (principalmente Mihai Tudose e Daniel Constantin) Victor Ponta rinunciò alla possibilità di supportare un'eventuale candidatura di Călin Popescu Tăriceanu, ma non a quella di costituire un'alleanza con l'ALDE, con cui sostenere un candidato esterno ad entrambi i partiti. Tra i termini della discussione i due leader posero anche la possibile costituzione di un'alleanza parlamentare, malgrado l'ALDE facesse parte della maggioranza e PRO Romania dell'opposizione. Il 26 agosto la delegazione nazionale del partito comunicò il proprio appoggio all'indipendente Mircea Diaconu, nome sul quale converse anche l'ALDE. Il 1º settembre 2019 i due partiti registrarono la piattaforma in supporto al proprio candidato, l'Alleanza "Un Uomo".
Al voto del 10 novembre Diaconu conseguì quasi il 9%, giungendo al quarto posto.

### Opposizione ai governi Dăncilă e Orban
Nonostante l'allontanamento di Dragnea, Ponta non riuscì a ricucire i rapporti con la dirigenza del PSD. Riteneva, infatti, che il governo avesse mostrato la propria incapacità, mentre il partito fosse gestito da marionette politiche di Dragnea, principalmente il primo ministro Dăncilă, che si trovava in balia delle pressioni dei leader locali. Per tali motivi il 10 ottobre 2019 PRO Romania votò al fianco del Partito Nazionale Liberale (PNL) a favore della sfiducia del governo PSD, che fu costretto alle dimissioni. Ponta propose la formazione di un nuovo esecutivo di centro-sinistra, invitando i colleghi del PSD a sostenere il suo progetto e rifiutando eventuali alleanze con le forze di centro-destra.
Il presidente della repubblica Iohannis, tuttavia, preferì conferire l'incarico di primo ministro al leader del PNL Ludovic Orban, scelta che fu alla base di una rottura in seno a PRO Romania. Malgrado le indicazioni della presidenza del partito, che ordinò di votare contro l'investitura, Daniel Constantin, Sorin Cîmpeanu e Mihai Tudose caldeggiarono per il sostegno al nuovo premier. Il voto di sei parlamentari di PRO Romania (Daniel Constantin, Damian Florea, Emilia Meiroșu, Georgian Pop, Mircea Banias e Liviu Balint) consentì l'insediamento del Governo Orban I. Ponta non esitò a mostrare la sua delusione e criticò il nuovo esecutivo di centro-destra, affermando che, oltre alla mancanza di competenza, non mostrava nessun'altra legittimità se non quella della volontà del capo dello Stato.
Per reazione alla loro scelta, i membri di PRO Romania che avevano votato a favore di Orban furono sospesi da tutte le funzioni interne. Il 19 dicembre Daniel Constantin, Sorin Cîmpeanu, Damian Florea, Georgian Pop, Mircea Banias e Liviu Balint firmarono le proprie dimissioni dal partito e il 6 gennaio 2020 si iscrissero al PNL. Parimenti anche Mihai Tudose, che in novembre aveva accusato Ponta di voler imporre il proprio punto di vista e lo aveva pregato di lasciare l'incarico di presidente, il 2 dicembre abbandonò PRO Romania, senza prendere in considerazione l'invito di Ponta a dimettersi dall'incarico al parlamento europeo. Nel gennaio 2020 Tudose tornò a far parte del PSD.
Tra i più veementi critici del premier Orban, PRO Romania votò a favore della sfiducia del suo governo nel febbraio 2020 e fu l'unica forza parlamentare che si oppose ufficialmente all'investitura del Governo Orban II nel marzo 2020, in segno di protesta contro la gestione della crisi scaturita dalla pandemia di COVID-19 del 2020.

### Elezioni del 2020
Preparandosi alle elezioni amministrative del 2020 il partito di Ponta assorbì diversi elementi provenienti dalle sezioni locali del PSD, mentre per il titolo di sindaco della capitale PRO Romania trovò un'intesa con Robert Negoița, ex vicepresidente dimissionario dal PSD, per la formazione di un'alleanza chiamata PRO Bucarest 2020. Tale coalizione di centro-sinistra, considerata un'alternativa socialdemocratica e per tale motivo avversata dai vertici del PSD per il pericolo della dispersione dei voti, sostenne la candidatura a sindaco di Ioan Sîrbu. Il partito ottenne individualmente percentuali intorno al 5%, mentre concorse anche all'interno di diverse coalizioni regionali sotto l'egida del PSD.
In vista delle elezioni parlamentari del mese di dicembre, il successivo 8 ottobre PRO Romania e ALDE annunciarono la fusione. I due partiti avrebbero concorso alle elezioni generali sotto un'unica sigla e si sarebbero in seguito uniti in un nuovo soggetto politico chiamato PRO Romania Social-Liberale. Secondo Tăriceanu e Victor Ponta l'alleanza rispondeva alla necessità di fare una reale opposizione al governo PNL e all'indecisione del PSD, accusato di aver realizzato compromessi con i liberali di Orban, e rafforzare il ruolo dei partiti minori contro il bipolarismo dettato dalle forze principali. PRO Romania si dichiarava l'unico vero oppositore alle misure del governo Orban e riteneva troppo morbido l'atteggiamento del PSD. Secondo i fondatori dell'alleanza, PRO Romania sarebbe stata una forza di centro, in grado di equilibrare i rapporti di forza con i partiti principali e di coniugare i valori sociali propugnati dal gruppo di Ponta e quelli liberali propri della formazione di Tăriceanu.
La realtà del voto, tuttavia, restituì un quadro desolante per il partito. PRO Romania ottenne il 4%, senza riuscire a superare la soglia di sbarramento. A tal proposito Victor Ponta non nascose la sua personale delusione per la dura sconfitta. In seguito all'impietoso risultato ottenuto dal partito alle elezioni, il 26 gennaio 2021 la delegazione permanente dell'ALDE decise di interrompere il processo di fusione con PRO Romania.
Nell'ottobre 2022 il partito aderì con lo status di osservatore al Partito Socialista Europeo.
Il 5 marzo 2024 l'unico europarlamentare di PRO Romania, Corina Crețu, si dimise dal partito, lamentando una potenziale alleanza promossa da Ponta con la formazione nazionalista Alleanza per l'Unione dei Romeni. Il partito non presentò liste per le elezioni europee del 2024, mentre partecipò solamente in alcune località alle concomitanti elezioni locali.
Nell'ottobre 2024 il presidente Victor Ponta si iscrisse nuovamente al PSD.

## Presidenti
- Victor Ponta (2018–2024)

## Nelle istituzioni

### Collocazione parlamentare
- Opposizione (2017–2020)

Governo Tudose, Governo Dăncilă, Governo Orban I, Governo Orban II

## Risultati elettorali
| Elezione          | Elezione     | Voti    | %    | Seggi   |
| ----------------- | ------------ | ------- | ---- | ------- |
| Europee 2019      | Europee 2019 | 583.916 | 6,44 | 2 / 32  |
| Parlamentari 2020 | Camera       | 241.272 | 4,09 | 0 / 329 |
| Parlamentari 2020 | Senato       | 291.485 | 4,13 | 0 / 136 |

| Elezione           | Elezione | Candidato      | Voti    | %    | Esito                |
| ------------------ | -------- | -------------- | ------- | ---- | -------------------- |
| Presidenziali 2019 | I turno  | Mircea Diaconu | 815.201 | 8,85 | ❌ Non eletta/o (4º) |
| 1.                 |          |                |         |      |                      |